# Zhengding

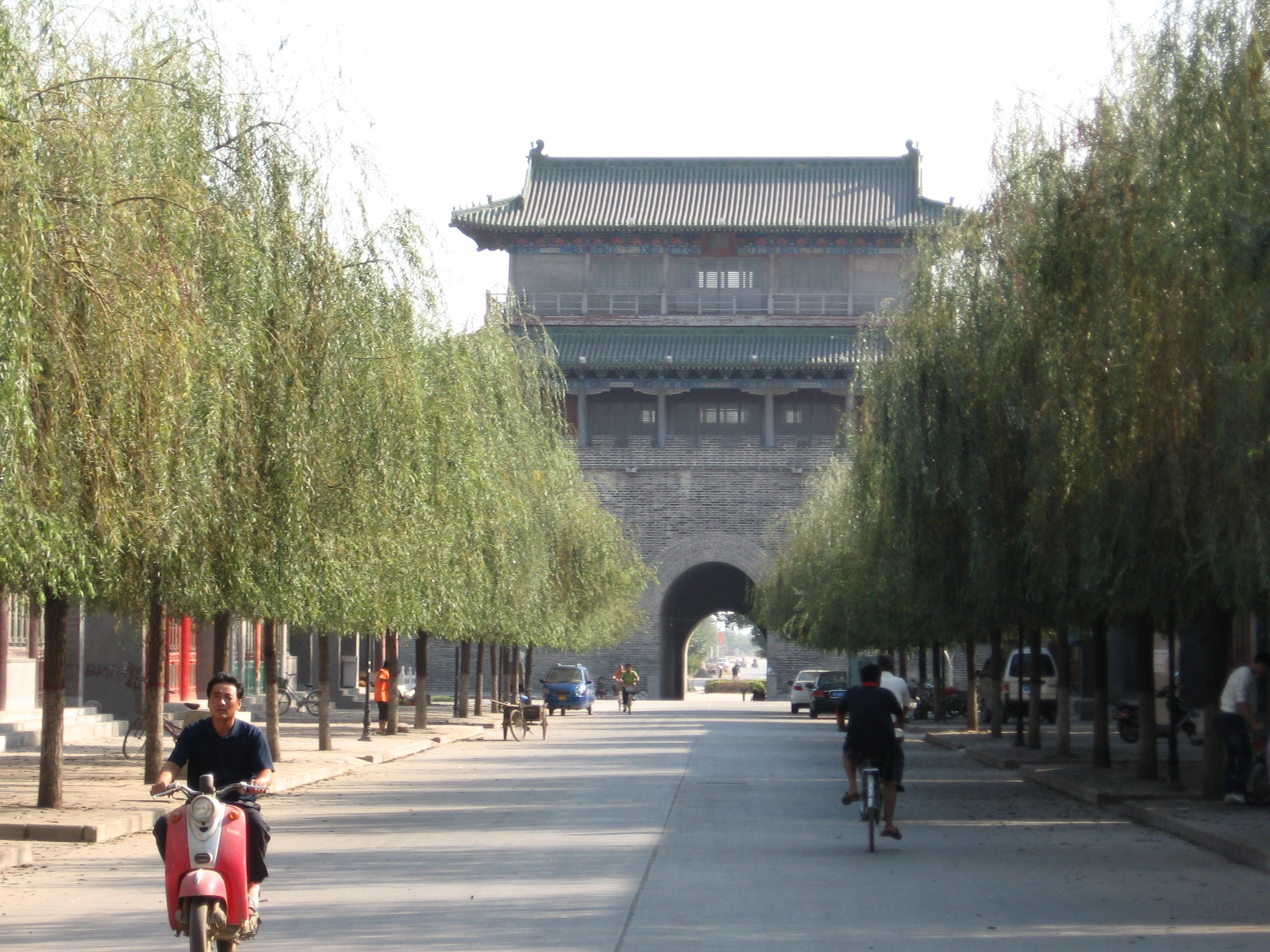
Südliches Stadttor von Zhengding

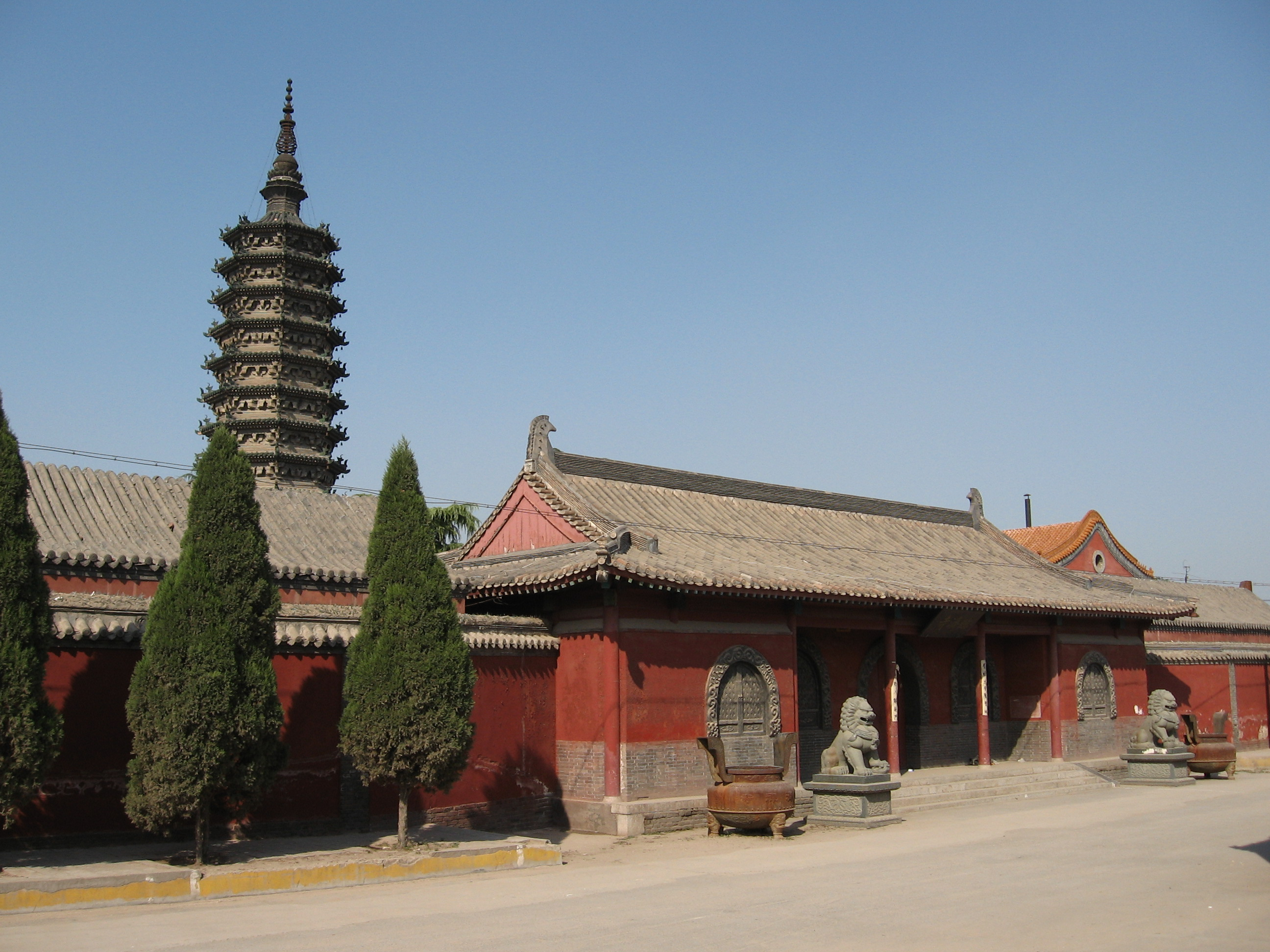
Eingang zum Kloster Linji in Zhengding

Zhengding (chinesisch 正定县, Pinyin Zhèngdìng Xiàn) ist ein Kreis der bezirksfreien Stadt Shijiazhuang in der nordchinesischen Provinz Hebei. Die Angaben über die Fläche Zhengdings sind nicht eindeutig: Im jährlichen Handbuch der administrativen Gliederung Chinas heißt es, Zhengding habe 568 km², die Kreisregierung gibt auf ihrer Website 468 km² an. Nach anderen Angaben sind es sogar nur 441,23 km². Ende 2003 hatte Zhengding ca. 430.000 Einwohner, 1999 wurden noch 361.279 gezählt.
Zhengding liegt im Südwesten Hebeis, im Zentrum der nordchinesischen Tiefebene.

## Administrative Gliederung
Auf Gemeindeebene setzt sich Zhengding aus einem Straßenviertel, vier Großgemeinden und fünf Gemeinden zusammen. Diese sind:
- Straßenviertel Chengqu (城区街道), 26,79 km², 50.317 Einwohner, urbanes Zentrum;
- Großgemeinde Zhengding (正定镇), 89 km², 82.756 Einwohner, Sitz der Kreisregierung;
- Großgemeinde Zhufutun (诸福屯镇), 31,33 km², 33.500 Einwohner;
- Großgemeinde Xinchengpu (新城铺镇), 37,43 km², 32.230 Einwohner;
- Großgemeinde Xin’an (新安镇), 41,43 km², 38.129 Einwohner;
- Gemeinde Nanniu (南牛乡), 40 km², 40.388 Einwohner;
- Gemeinde Nanlou (南楼乡), 84,09 km², 48.686 Einwohner;
- Gemeinde Xipingle (西平乐乡), 23,06 km², 21.086 Einwohner;
- Gemeinde Beizaoxian (北早现乡), 30,87 km², 36.355 Einwohner;
- Gemeinde Quyangqiao (曲阳桥乡), 64 km², 46.553 Einwohner.